# Asemesthes affinis
Asemesthes affinis är en spindelart som beskrevs av Roger de Lessert 1933. Asemesthes affinis ingår i släktet Asemesthes och familjen plattbuksspindlar.
Artens utbredningsområde är Angola. Inga underarter finns listade i Catalogue of Life.